# Щербей Олена Михайлівна
Олена Михайлівна Щербей (нар. 13 червня 1958, тепер Російська Федерація) — українська радянська діячка, монтажниця заводу «Мукачівприлад». Депутат Верховної Ради УРСР 11-го скликання.

## Біографія
Освіта середня.
Трудову діяльність розпочала в 1975 році в місті Йошкар-Ола Марійської АРСР.
З 1976 року — монтажниця заводу «Мукачівприлад» міста Мукачеве Закарпатської області.
Потім — на пенсії в місті Мукачеве Закарпатської області.

## Нагороди
- ордени
- медалі